# Thymus nerczensis
Thymus nerczensis — вид рослин родини глухокропивові (Lamiaceae), поширений у Росії (Чита) й пн. Монголії.

## Опис
Листки лінійно-еліптичні, 3–12 мм, голі, на полях залозисті. Суцвіття головчасте; чашечка бузкова або зелена, вузько дзвінчата; квітки довжиною 4–6 мм, бузково-пурпурні.

## Поширення
Поширений у Росії (Чита) й пн. Монголії.